# Ladrillo caravista

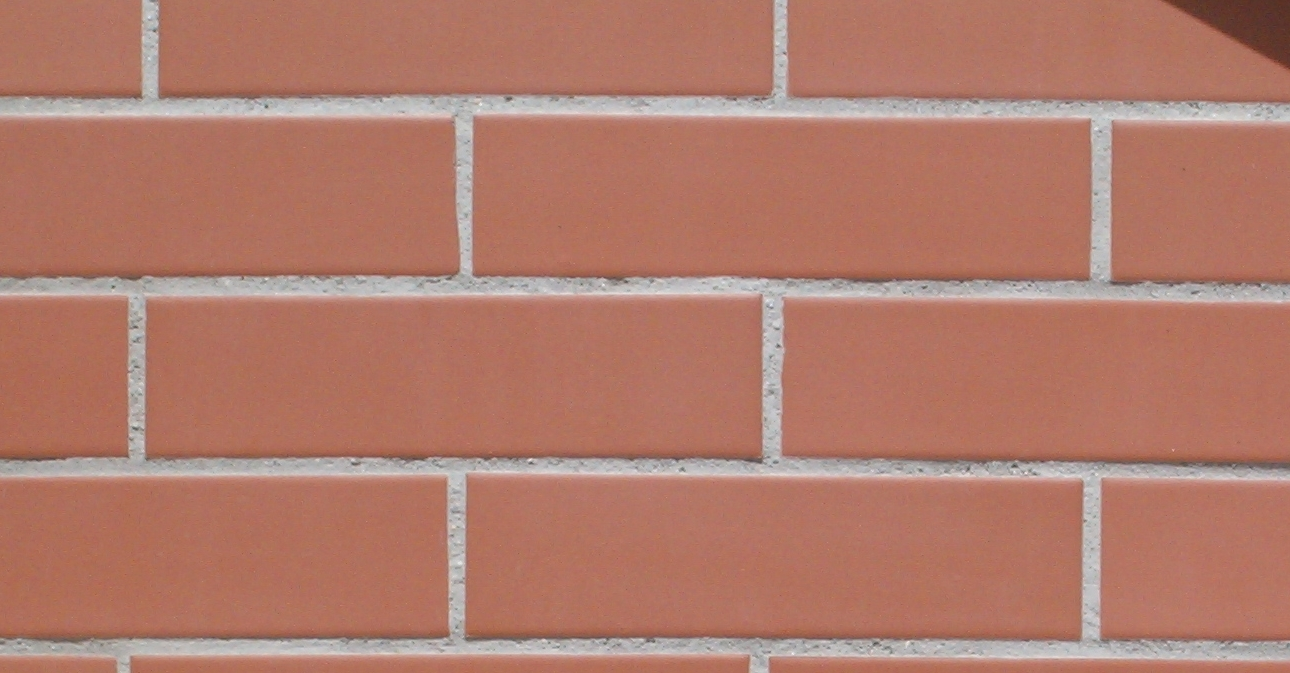
Aspecto de una fachada de ladrillo caravista.

El ladrillo caravista es aquel que se fabrica para ser colocado sin recubrimiento tanto en exteriores como en interiores de la edificación. De distintos tamaños y colores en función de los materiales y aditivos empleados, puede tener además de su función estructural una función decorativa. Se caracterizan por tener tres de sus caras (un canto u dos testas) especialmente lisas y presentables, dado que son las caras que quedan a la vista una vez colocado.
Es un material resistente al paso del tiempo y de muy bajo mantenimiento, el cual a su vez tiene buenas propiedades de aislamiento acústico debido a su elevada masa. La tecnología actual permite la fabricación de paneles de ladrillo caravista de grandes dimensiones, que son fabricados en taller y ensamblados en obra con el empleo de maquinaria de elevación.

## Tipos de ladrillos caravista
- Ladrillo refractario: que se utiliza en chimeneas y hornos.
- Ladrillo esmaltado: con sus caras vistas esmaltadas en color, por razones decorativas.
- Ladrillo aplantillado: la tabla no es rectangular sino moldeada con una forma que permite realizar molduras

- Datos: Q5968770